# Prova de conceito
Uma Prova de Conceito (abreviado PoC; do inglês, Proof of Concept) é um modelo prático que tenta provar o conceito teórico estabelecido por uma pesquisa ou artigo técnico, ou é uma implementação, em geral resumida ou incompleta, de um método/ideia, realizado com o propósito de verificar que o conceito/teoria em questão é suscetível de ser explorado de uma maneira útil. Sendo um passo importante no processo de criação de um protótipo realmente operativo. 
Tanto na segurança de computadores como na criptografia a prova de conceito é uma demonstração de que um sistema está, em princípio, protegido sem que a necessidade que este já seja totalmente operacional.

## Origem da expressão
O Dicionário Oxford de inglês cita como primeira utilização desta expressão na linguagem escrita um artigo do periódico Los Angeles Times, com data de 22 de janeiro de 1967. Uma das primeiras definições precisas do termo foi proposta em 1989:

Protótipo de prova de conceito é um termo que cunhei (creio eu) em 1984. Serve para denominar um circuito construído seguindo métodos similares aos de um protótipo convencional, no qual entretanto a intenção é unicamente de demonstrar que um determinado circuito ou uma nova técnica de produção é factível, e não é de construir uma versão inicial ou precoce de um projeto.— Bruce Carsten

## Utilização
- Em Segurança da Informação (Computação), o termo Prova de Conceito geralmente refere-se ao desenvolvimento de uma ferramenta prática para provar a vulnerabilidade teórica de um sistema de informação.
- Deve ser implementado de forma geralmente incompleta, com o objetivo de fazer testes probatórios, minimizando mitigar riscos no sistema completo.